# Laxmanniaceae
Laxmanniaceae je bývalá čeleď jednoděložných rostlin z řádu chřestotvaré (Asparagales). Některé starší taxonomické systémy ji řadily do řádu liliotvaré (Liliales), často čeleď neuznávaly a řadily její zástupce do čeledi bělozářkovité (Anthericaceae) aj. Podle systému APG III už není čeleď uznávána a zástupci jsou řazeni do čeledi chřestovité v širším pojetí (Asparagaceae s.l.).

## Popis
Jedná se vytrvalé pozemní byliny, někdy dřevnaté, keřovitého až stromkovitého charakteru, s oddenky. Listy jsou většinou jednoduché, střídavé nebo v růžicích. Čepele jsou většinou čárkovité až nitkovité, zpravidla celokrajné, žilnatina je souběžná. Květy jsou v květenstvích, hroznech, klasech nebo latách. Květy jsou oboupohlavné, okvětí se skládá ze 6 okvětních lístků. Tyčinek je 6 (3+3). Gyneceum je srostlé ze 3 plodolistů, semeník je svrchní, čnělka je 1. Plodem je tobolka.

## Rozšíření ve světě
Je známo asi 14-15 rodů a asi 178 druhů, které jsou rozšířeny hlavně v Austrálii, jihovýchodní Asii, na Novém Zélandu a v Nové Kaledonii, méně i Madagaskar, Indie a Jižní Amerika.

## Seznam rodů
podle 
Acanthocarpus, Arthropodium, Chamaexeros, Chamaescilla, Cordyline, Eustrephus, Laxmannia, Lomandra, Murchisonia, Romnalda, Stypandra,
Sowerbaea, Thysanotus, Trichopetalum, Xerolirion